# Este mundo no me hará mala persona
Este mundo no me hará mala persona (en italiano: Questo mondo non mi renderà cattivo) es una serie italiana de comedia dramática animada para adultos originalmente planeada para 2008, pero estrenada en 2023 escrita y dirigida por el dibujante Zerocalcare. Es la segunda serie de animación de Zerocalcare después de Cortar por la línea de puntos, que cuenta con los mismos personajes. Fue estrenada internacionalmente por la plataforma de streaming Netflix el 9 de junio de 2023. La serie recibió críticas mayoritariamente positivas, con elogios hacia su animación, historia y peso emocional.

## Trama
La historia gira en torno a la apertura de un refugio para refugiados en un barrio del este de Roma, que ha exacerbado las tensiones entre los neonazis y los antifascistas locales, entre ellos Zero. Mientras tanto, un viejo amigo regresa al barrio tras varios años de ausencia y lucha por reconocer el mundo en el que creció. A Zero le gustaría hacer algo por él, pero se da cuenta de que es incapaz de ayudarle a sentirse de nuevo como en casa.

## Episodios
| N.º | Título                                               | Fecha de lanzamiento original |
| --- | ---------------------------------------------------- | ----------------------------- |
| 1   | Al César lo que es...                                | 9 de junio de 2023            |
| 2   | Como una ballena varada                              | 9 de junio de 2023            |
| 3   | El faro                                              | 9 de junio de 2023            |
| 4   | El primero en denunciar es traidor por partida doble | 9 de junio de 2023            |
| 5   | Cuatro millones de años luz                          | 9 de junio de 2023            |
| 6   | No es lugar para vosotros                            | 9 de junio de 2023            |

## Elenco
- Zerocalcare, doblado por él mismo en el original y Eduardo Bosch en el doblaje en español.[1]
- Armadillo, con la voz de Valerio Mastandrea en el original y Dani Rovira en el doblaje en español. Rovira reemplaza a Roberto Encinas, quien hizo la voz de Armadillo en Cortar por la línea de puntos.
- Secco, doblado en el pasado por Zerocalcare/Bosch y en el presente por Paolo Vivio en el original y Álex Saudinós en español.
- Sarah, doblada en el pasado por Zerocalcare/Bosch y en el presente por Chiara Gioncardi en el original y Nagore Germes en español.
- Cesare, doblado por Zerocalcare/Bosch.
- Mama Lady-Cocca, doblado por Zerocalcare/Bosch.
- Amiga Pterodactyl, doblada en el pasado por Zerocalcare/Bosch y en el presente por Ughetta d'Onorsacenzo en el original e Isabel Lago en español.
- Detective de los Digos, doblado por Silvio Orlando en el original y Luis Fernando Ríos en español.
- Agente Tonelli, doblado por Gianluca Cortesi en el original y Juan Amador Pulido en español.
- Agente Falvetta, doblado por Gianluca Crisafi en el original.
- Agente De Niro, doblado por Michele Foschini.
- Amira, doblada en el pasado por Zerocalcare/Bosch y en el presente por Sara Labidi en el original y Mayte Mira en español.
- Cinghiale, doblado por Zerocalcare/Bosch.
- Amiga Tetera, doblada por Zerocalcare/Bosch.
- Greta Buffetti, doblado por Zerocalcare/Bosch.
- Mauro Coccodrello, doblado por Zerocalcare/Bosch.
- Ludovico, doblado por Zerocalcare/Bosch.
- Nazi, doblado en el pasado por Zerocalcare/Bosch y por Stefano Thermes en el presente.
- Abogada, doblada por Graziella Polesinanti en el original.

## Banda sonora
La banda sonora original está compuesta por Giancane y se recoge en el álbum Sei in un paese meraviglioso. Otras pistas elegidas por Zerocalcare para la banda sonora incluyeron música de The Clash, Counting Crows, The Cure, California Calling, Moderat, Oasis, Luca Trucillo, Chumbawamba, Bruce Maginnis, Stiff Little Fingers, Hanson, Neja, The Connells, Fabio Valente and the Bull Brigade, Cigarettes After Sex, Lou Reed, 883, El Santo, Biagio Antonacci, Path, Angelic Upstarts, Ricchi e Poveri, Videoclub y The Strumbellas.

## Producción
La serie fue anunciada el 6 de mayo de 2022, y marca la segunda colaboración del dibujante con Netflix después de Cortar por la línea de puntos. El 17 de noviembre de 2022, se anunciaron el título de la serie y la fecha de lanzamiento, mientras que el primer tráiler se publicó durante una noche del Festival de la Canción de San Remo 2023. El 21 de mayo de 2023, se presentó el avance oficial, que presenta personajes ya vistos en la serie anterior con la incorporación de uno nuevo, Cesare.

## Promoción
El primer tráiler de la serie animada se emitió el 9 de febrero de 2023 en Rai 1 durante el tercer día del septuagésimo tercer Festival de San Remo. El segundo tráiler se lanzó el 5 de abril de 2023, minutos después del anuncio de la fecha de lanzamiento y las primeras imágenes se emitieron en un reportaje exclusivo en TG1 a las 20:00. El avance final se lanzó en línea el 21 de mayo de 2023.

## Distribución
Los seis episodios de la serie se estrenaron en Netflix el 9 de junio de 2023.

## Recepción
Este mundo no me hará mala persona ha sido recibido positivamente por la crítica. Antonio Cuomo de Movieplayer le dio a la serie 4 de 5 estrellas, elogiando la animación, la actuación de voz y la historia en particular; mientras que Emanuele Manta de Coming Soon le dio 4.5 de 5 estrellas.

## Otros medios
El 5 de mayo de 2023, Bao Publishing anunció el Libro de arte de animación de Zerocalcare, el libro de arte oficial de la serie. 